# Les (kommun)
Les är en kommun i Spanien.   Den ligger i provinsen Província de Lleida och regionen Katalonien, i den nordöstra delen av landet, 400 km nordost om huvudstaden Madrid. Antalet invånare är 1 012. Arean är 23,4 kvadratkilometer. Les gränsar till Bausen, Caneján, Vilamós, Bossòst, Sode och Artigue. 
Terrängen i Les är bergig åt nordväst, men åt sydost är den kuperad.